# Vrănești (okręg Ardżesz)
Vrănești – wieś w Rumunii, w okręgu Ardżesz, w gminie Călinești. W 2011 roku liczyła 1241 mieszkańców.